# الاعتقاد والهداية إلى سبيل الرشاد
الاعتقاد والهداية إلى سبيل الرشاد هو كتاب للإمام أبي بكر البيهقي في بيان اعتقاد أهل السنة والجماعة على مذهب السلف الصالح وأهل الحديث وطريقة أبي الحسن الأشعري. فجاء الكتاب حاوياً لجملة من الأحاديث والآثار عن السلف في مسائل متنوعة من العقيدة، فبدأ بأول ما يجب على العبد معرفته والإقرار به، وتناول بعض المباحث المتعلقة بالأسماء والصفات، والقدر والشفاعة، والإيمان بعذاب القبر، وإثبات نبوة النبي ﷺ، والقول في آل بيت النبي وأصحابة، والقول في كرامات الأولياء، وغير ذلك، حيث اشتمل الكتاب على بيان ما يجب على المكلف اعتقاده والاعتراف به، مع الإشارة إلى أطراف أدلته على طريق الاختصار، وما ينبغي أن يكون شعاره على سبيل الإيجاز.
وقد ذكر حاجي خليفة في (كشف الظنون) أن الإمام برهان الدين البقاعي انتقاه لما قرأه على ابن حجر وسماه: (خير الزاد من كتاب الاعتقاد) فرغ منه في ذي القعدة سنة 861هـ.

## نبذة عن المؤلف
قال عنه الحافظ الذهبي في (سير أعلام النبلاء): «هو الحافظ العلامة، الثبت، الفقيه، شيخ الإسلام.... وبلغنا عن إمام الحرمين أبي المعالي الجويني قال: ما من فقيه شافعي إلا وللشافعي عليه منة إلا أبا بكر البيهقي، فإن المنة له على الشافعي لتصانيفه في نصرة مذهبه. قلت: أصاب أبو المعالي، هكذا هو، ولو شاء البيهقي أن يعمل لنفسه مذهباً يجتهد فيه، لكان قادراً على ذلك، لسعة علومه، ومعرفته بالاختلاف، ولهذا تراه يلوح بنصر مسائل مما صح فيها الحديث».

## فهرس الموضوعات
- باب أول ما يجب على العبد معرفته والإقرار به.
- باب ذكر بعض ما يستدل به على حدوث العالم.
- باب ذكر أسماء الله وصفاته.
- باب بيان صفة الذات وصفة الفعل.
- باب ذكر آيات وأخبار وردت في صفات يستحقها الباري عز وجل بذاته.
- باب ذكر آيات وأخبار وردت في صفات زائدات على الذات قائمات به.
- باب ذكر آيات وأخبار وردت في إثبات صفة الوجه واليدين والعين.
- باب في ذكر صفة الفعل.
- باب القول في القرآن.
- باب القول في الاستواء.
- باب القول في إثبات رؤية الله عز وجل في الآخرة بالأبصار.
- باب القول في الإيمان بالقدر.
- باب القول في خلق الأفعال.
- باب القول في الهداية والإضلال.
- باب القول في وقوع أفعال العبد بمشيئة الله عز وجل.
- باب القول في الأطفال أنهم يولدون على فطرة الإسلام.
- باب القول في الآجال والأرزاق.
- باب القول في الإيمان.
- باب القول في مرتكبي الكبائر.
- باب القول في الشفاعة وبطلان قول من قال بتخليد المؤمنين في النار.
- باب الإيمان بما أخبر عنه رسول الله ﷺ في ملائكة الله وكتبه ورسله والبعث وغير ذلك.
- باب الإيمان بعذاب القبر.
- باب الاعتصام بالسنة واجتناب البدعة.
- باب النهي عن مجالسة أهل البدع ومكالمتهم.
- باب ما على الوالي من مراعاة أمر الرعية.
- باب طاعة الولاة ولزوم الجماعة وإنكار المنكر.
- باب معرفة جمل ما كلف المؤمنون أن يعقلوه ويعملوه.
- باب القول في إثبات نبوة سيدنا محمد المصطفى ﷺ.
- باب القول في كرامات الأولياء.
- باب القول في أصحاب رسول الله ﷺ ورضي عنهم.
- باب القول في أهل بيت رسول الله ﷺ وأزواجه.
- باب تسمية العشرة الذين شهد لهم رسول الله ﷺ بالجنة.
- باب تسمية الخلفاء الذين نبه رسول الله ﷺ على خلافتهم بعده.
- باب خلافة أبي بكر رضي الله عنه.
- باب اجتماع المسلمين على بيعة أبي بكر.
- باب استخلاف أبي بكر عمر بن الخطاب رضي الله عنهما.
- باب استخلاف عثمان بن عفان رضي الله عنه.
- باب استخلاف أبي الحسن علي بن أبي طالب عليه السلام.